# Herzog incontra Gorbaciov
Herzog incontra Gorbaciov è un film del 2018, scritto e diretto da Werner Herzog e André Singer.

## Trama
Nell'arco di sei mesi, il regista Herzog ha il privilegio di incontrare l'ex presidente Gorbačëv, l'uomo della Perestrojka.
É una riflessione sul percorso politico di "Misha", un ritratto senza veli che si avvale anche di ulteriori testimonianze (fra cui quella dell'ex segretario di Stato americano George P. Schultz).

## Produzione
Come in altri precedenti lavori, il cineasta tedesco si avvale dell'uso della voce fuori campo.
È stato realizzato a quattro mani, con la collaborazione dell'antropologo André Singer.
Sono presenti numerosi filmati d'archivio che ripercorrono la storia degli anni novanta.

## Distribuzione
Il film è stato distribuito in Italia da I Wonder Pictures. Venne presentato, in anteprima, il 19 gennaio del 2020.

## Accoglienza
Il sito MyMovies giudica positivamente il lavoro di Herzog, sottolineando come sia un «incontro empatico».

## Riconoscimenti
- 2019 - Biografilm Festival
  - Premio della Giuria